# Cybianthus parasiticus
Cybianthus parasiticus (Sw.) Pipoly – gatunek roślin z rodziny pierwiosnkowatych (Primulaceae). Występuje naturalnie na Małych Antylach, między innymi na Saint Vincent, Gwadelupie, Dominice i Nevis. 

## Morfologia
PokrójZimozielony krzew dorastający do 0,6–1,2 m wysokości, epifit.
LiścieBlaszka liściowa jest skórzasta i ma podługowato lancetowaty kształt. Mierzy 3–9 cm długości oraz 1,5–2 cm szerokości, jest całobrzega, ma zbiegającą po ogonku nasadę oraz ostry wierzchołek, jest siedząca.
KwiatyObupłciowe, zebrane w gronach o długości 3 cm, wyrastających z kątów pędów. Mają 4 działki kielicha o owalnym kształcie i dorastające do 1 mm długości. Płatki są 4, są owalne i mają zielonobiaławą barwę oraz 2 mm długości.

## Biologia i ekologia
Rośnie w lasach, na wysokości od 700 do 1100 m n.p.m.